# Peddapuram
Peddapuram es una ciudad y  municipio situada en el distrito de Godavari Este en el estado de Andhra Pradesh (India). Su población es de 49477 habitantes (2011). Se encuentra a 20 km de Kakinada y a 174 km de Vijayawada. 

## Demografía
Según el censo de 2011 la población de Peddapuram era de 49477 habitantes, de los cuales 24334 eran hombres y 25143 eran mujeres. Peddapuram tiene una tasa media de alfabetización del 76,14%, superior a la media estatal del 67,02%: la alfabetización masculina es del 80,41%, y la alfabetización femenina del 72,05%.